# Phrurolithus kentuckyensis
Phrurolithus kentuckyensis là một loài nhện trong họ Phrurolithidae.
Loài này thuộc chi Phrurolithus. Phrurolithus kentuckyensis được Ralph Vary Chamberlin & Willis J. Gertsch miêu tả năm 1930.